# مركب تيتانيوم عضوي

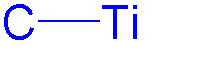
تمثيل للرابطة بين ذرتي التيتانيوم والكربون

مركبات التيتانيوم العضوية في الكيمياء العضوية الفلزية هي مركبات كيميائية تحوي على الرابطة C-Ti بين الكربون والتيتانيوم. تهتم كيمياء التيتانيوم العضوية بدراسة هذه المركبات، ووصف خواصها الفيزيائية وطرق اصطناعها وتفاعلاتها. تعد مركبات التيتانيوم العضوية من الكواشف المستخدمة في الكيمياء العضوية، وتدخل في عدد من العمليات الصناعية المهمة.
من أشهر الأمثلة عليها ثنائي كلوريد التيتانوسين (C5H5)2TiCl2، ومن الأمثلة المتعلّقة بهذه البنية كلّ من كاشف تيبي وكاشف بتاسيس؛ كما يشكّل التيتانيوم أيضاً معقّدات كربونيلية، مثل ثنائي كربونيل التيتانوسين. توجد هناك بعض الأبحاث التي تدرس إمكانية استخدام معقّدات التيتانيوم الرباعي العضوية في تركيب العقاقير المضادّة للسرطان.